# 潞水镇
潞水镇，是中华人民共和国湖南省株洲市茶陵县下辖的一个乡镇级行政单位。

## 行政区划
潞水镇下辖以下地区：
潞水社区、大台村、农元村、首团村、田土村、下坊村、元王村、大元村、双关村、碣石村、龙溪村、庙市村和庙坪村。